# Singer (émission de télévision)
 (décembre 2020).
Si vous disposez d'ouvrages ou d'articles de référence ou si vous connaissez des sites web de qualité traitant du thème abordé ici, merci de compléter l'article en donnant les références utiles à sa vérifiabilité et en les liant à la section « Notes et références ».
Pour les articles homonymes, voir Singer.
Singer (Chinois: 我是歌手) est la version chinoise de l'émission de télévision I'm a Singer. Elle est diffusée sur Hunan Télévision depuis le premier épisode, le 18 janvier 2013.

## Concept
Sept chanteurs chinois talentueux et célèbres (et plus tard des chanteurs étrangers) se produisent pour un public sélectionné, qui vote pour éliminer un artiste après la performance de chaque semaine. La semaine suivante, un autre artiste se joint à la compétition, et la liste des artistes varie tout au long du spectacle.
À partir de la cinquième saison, le nom du programme a été remplacé par Singer, et les règles de la compétition ont été changées pour éliminer un artiste dans chaque épisode.

## Participants

### Jury
Le jury est composé de 500 membres du public dans la salle de l'émission.

## Palmarès
| Saison | Première        | Finale        | Vainqueur  | Deuxième           | Troisième            |
| ------ | --------------- | ------------- | ---------- | ------------------ | -------------------- |
| 1      | 18 janvier 2013 | 12 avril 2013 | Yu Quan    | Terry Lin          | N/A                  |
| 2      | 3 janvier 2014  | 11 avril 2014 | Han Lei    | GEM                | N/A                  |
| 3      | 2 janvier 2015  | 3 avril 2015  | Han Hong   | Li Jian            | The One              |
| 4      | 15 janvier 2016 | 15 avril 2016 | Coco Lee   | Jeff Chang         | Hwang Chi-yeul       |
| 5      | 21 janvier 2017 | 22 avril 2017 | Sandy Lam  | Dimash Kudaibergen | Jam Hsiao            |
| 6      | 12 janvier 2018 | 20 avril 2018 | Jessie J   | Hua Chenyu         | Wang Feng            |
| 7      | 11 janvier 2019 | 12 avril 2019 | Liu Huan   | Wu Tsing-Fong      | Super-vocal finalist |
| 8      | 7 février 2020  | 24 avril 2020 | Hua Chenyu | Tia Ray            | Jam Hsiao            |
| 9      | 10 mai 2024     | 2 août 2024   | Na Ying    | Tan Weiwei         | Sun Nan              |
| 10     | 16 mai 2025     | 8 août 2025   |            |                    |                      |

## Détail des saisons

### Saison 1 (2013)
La saison fut diffusée du 18 janvier 2013 au 12 avril 2013, avec la victoire de Yu Quan.

### Saison 2 (2014)
La saison 2 fut diffusé du 3 janvier 2014 au 11 avril 2014, avec la victoire d'Han Lei

### Saison 3 (2015)
La saison fut diffusée du 2 janvier 2014 au 3 avril 2014, avec la victoire de  d'Han Hong.

### Saison 4 (2016)
La saison fut diffusée du 15 janvier 2016 au 8 avril 2016, avec la victoire de Coco Lee.

### Saison 5 (2017)
La saison fut diffusée du 21 janvier 2017 au 22 avril 2017, avec la victoire de Sandy Lam. D'anciens participants participe à nouveau à la compétition.
Le Kazakhstanais Dimash Qudaibergenest le premier chanteur étranger a intégré le show chinois en cette saison et depuis sa création, élargissant ainsi sa visibilité au Kazakhstan pour la première fois et participant par ses prestations surprenante a son sucées international,,.

### Saison 6 (2018)
La saison a débuté le 12 janvier 2018, pour se conclure le 20 avril 2018.
La chanteuse britannique Jessie J est la première artiste internationale à participer au programme. Elle sera déclarée gagnante du programme.
| Nationalité | Artiste      | Occupation                                                                         | Arrivée              | Départ               | Statut    |
| ----------- | ------------ | ---------------------------------------------------------------------------------- | -------------------- | -------------------- | --------- |
| Royaume-Uni | Jessie J     | Chanteuse ayant été coach à The Voice UK et The Voice Australie                    | Semaine 1            | Semaine 14           | Vainqueur |
| Chine       | Hua Chenyu   | Chanteur ayant remporté Super Boy 2013                                             | Semaine 4            | Semaine 14           | Deuxième  |
| Chine       | Wang Feng    | Chanteur et rockeur ayant été coach a The Voice of China et conjoint de Zhang Ziyi | Semaine 1            | Semaine 14           | Troisième |
| Chine       | Tang Geer    | Chanteur                                                                           | Semaine 7            | Semaine 13           | Quatrième |
| Chine       | James Li     | Chanteur                                                                           | Semaine 3 Semaine 12 | Semaine 9 Semaine 13 | Cinquième |
| Taïwan      | Angela Chang | Chanteuse et actrice                                                               | Semaine 1            | Semaine 13           | Sixième   |
| Chine       | Henry Huo    | Chanteur, auteur-compositeur et acteur                                             | Semaine 8            | Semaine 13           | Septième  |
| Chine       | Yisa Yu      | Chanteuse                                                                          | Semaine 10           | Semaine 11           | Éliminée  |
| Philippines | KZ Tandingan | Chanteuse ayant remporté The X Factor Philippine 2012                              | Semaine 5            | Semaine 9            | Éliminée  |
| Chine       | Juno Su      | Chanteuse                                                                          | Semaine 2            | Semaine 6            | Éliminée  |
| Royaume-Uni | Tien Chong   | Chanteuse                                                                          | Semaine 1            | Semaine 5            | Éliminée  |
| Taïwan      | Sam Lee      | Chanteur, auteur-compositeur et acteur                                             | Semaine 1            | Semaine 3            | Éliminé   |
| Chine       | Li Xiaodong  | Chanteur                                                                           | Semaine 1            | Semaine 2            | Éliminé   |
| Chine       | GAI          | Chanteur et rappeur                                                                | Semaine 1            | Semaine 2            | Abandon   |

### Saison 7 (2019)
La saison a débuté le 11 janvier 2019, et se conclut le 12 avril 2019.
| Nationalité      | Artiste              | Occupation                                                                         | Arrivée    | Départ     | Statut     |
| ---------------- | -------------------- | ---------------------------------------------------------------------------------- | ---------- | ---------- | ---------- |
| Chine            | Liu Huan             | Chanteur anciennement dans The Voice of China et interprète de l'hymne des JO 2008 | Semaine 1  | Semaine 13 | Vainqueur  |
| Taïwan           | Wu Tsing-Fong        | Vocaliste                                                                          | Semaine 1  | Semaine 13 | Deuxième   |
| Chine            | Super-vocal finalist | Boys band                                                                          | Semaine 5  | Semaine 13 | Troisième  |
| Chine            | Yang Kun             | Chanteur anciennement dans The Voice of China et interprète de l'hymne des JO 2008 | Semaine 1  | Semaine 13 | Quatrième  |
| Taïwan           | Chyi Yu              | Chanteuse                                                                          | Semaine 1  | Semaine 12 | Cinquième  |
| Russie           | Polina Gagarina      | Chanteuse arrivé 2e au concours de l'Eurovision 2015 et ancienne coach de Golos    | Semaine 4  | Semaine 12 | sixième    |
| Chine            | Gong Linna           | Chanteuse                                                                          | Semaine 10 | Semaine 12 | septième   |
| Chine            | Chen Chusheng        | Chanteur ayant remporté Super Boy 2007                                             | Semaine 11 | Semaine 12 | Éliminé    |
| Hong Kong        | Angela Hui           | Chanteuse                                                                          | Semaine 8  | Semaine 9  | Éliminée   |
| Taïwan           | Bii                  | Chanteur, compositeur et acteur                                                    | Semaine 8  | Semaine 8  | Non choisi |
| Taïwan Australie | Faith Yang           | Musicienne                                                                         | Semaine 7  | Semaine 7  | Éliminée   |
| Russie Bulgarie  | Kristian Kostov      | Chanteur arrivé 2e au concours de l'Eurovision 2017                                | Semaine 1  | Semaine 6  | Éliminé    |
| Chine            | ANU                  | Groupe                                                                             | Semaine 2  | Semaine 5  | Éliminés   |
| Chine            | Jefferson Qian       | Chanteur                                                                           | Semaine 5  | Semaine 5  | Non choisi |
| Chine            | Zhang Xin            | Chanteur                                                                           | Semaine 1  | Semaine 3  | Éliminée   |
| Chine            | Liu Yuning           | Chanteur membre des Modern Brothers et acteur                                      | Semaine 2  | Semaine 2  | Non choisi |
| Chine            | Escape Plan          | Chanteur de rock                                                                   | Semaine 1  | Semaine 2  | Éliminés   |

### Saison 8 (2020)
Cette saison s'intitule Singer: The Fighting Years.
D'anciens participants participent de nouveau à la compétition, comme lors de la 5e saison en 2017.
| Nationalité | Artiste      | Occupation                                      | Arrivée semaine | Départ semaine | Statut    |
| ----------- | ------------ | ----------------------------------------------- | --------------- | -------------- | --------- |
| Chine       | Hua Chenyu   | Finaliste de la saison 6                        | 1               | 12             | Vainqueur |
| Chine       | Tia Ray      | Finaliste de la saison 5                        | 1 11            | 8 12           | Deuxième  |
| Taïwan      | Jam Hsiao    | Finaliste de la saison 5                        | 1               | 12             | Troisième |
| Chine       | Ji Ke Jun Yi | Chanteuse                                       | 5               | 12             | Quatrième |
| Taïwan      | Lala Hsu     | Finaliste de la saison 4                        | 1               | 12             | Éliminée  |
| Chine       | Zhou Shen    | Chanteur ayant participé à The Voice of China 3 | 1               | 11             | Éliminé   |
| Japon       | MISIA        | Chanteuse de R&B                                | 1               | 11             | Éliminée  |
| Chine       | Mao Buyi     | Chanteur                                        | 1 11            | 2 11           | Éliminé   |

### Saison 9 (2024)
Cette saison la chanteuse américaine Chanté Moore et la canado-marocaine Faouzia ont été candidates.
L'américain Adam Lambert et l'australienne Lenka ont été invités à se produire.
La saison a été remportée par la chanteuse chinoise Na Ying.

### Saison 10 (2025)
| Nationalité       | Artiste        | Occupation                                    | Arrivée semaine | Départ semaine | Statut      |
| ----------------- | -------------- | --------------------------------------------- | --------------- | -------------- | ----------- |
| Chine             | Chen Chusheng  | Retour de la saison 7                         | 1               | 13             | Vainqueur   |
| États-Unis        | Mickey Guyton  | Chanteuse                                     | 1               | 13             | Deuxième    |
| Chine             | Shan Yichun    | Chanteuse et actrice                          | 1               | 13             | Troisième   |
| Malaisie          | Jess Lee       | Retour de la saison 3                         | 8               | 13             | Quatrième   |
| Japon             | Beni Arashiro  | Chanteuse                                     | 1 12            | 1 13           | Cinquième   |
| États-Unis        | Grace Kinsler  | Chanteuse                                     | 1 11            | 9 13           | Sixième     |
| Taïwan            | A-Lin          | Chanteuse                                     | 10              | 13             | Septième    |
| Chine             | Pax Congo      | Retour de la saison 8                         | 1 12            | 3 12           | Éliminé     |
| Brésil            | Alexia Evellyn | Chanteuse                                     | 8               | 12             | Éliminée    |
| Chine             | Zhilai         | Chanteuse                                     | 5 12            | 8 12           | Éliminée    |
| Chine             | Terry Lin      | Retours des saisons 1 et 5                    | 1 10            | 2 12           | Éliminé     |
| Hong Kong         | Janice Vidal   | Chanteuse                                     | 4 12            | 5 12           | Éliminée    |
| Chine             | GAI            | Retour de la saison 6                         | 1               | 10             | Éliminé     |
| Chine             | Radio Mars     | Groupe musical                                | 7               | 8              | Éliminés    |
| Chine             | Ma Jiaqi       | Chanteur                                      | 2               | 6              | Éliminée    |
| Taïwan États-Unis | Christine Fan  | Chanteuse                                     | 4               | 4              | Éliminée    |
| Chine             | Hu Haiquan     | Chanteur et claviériste                       | 11              | 11             | Non choisi  |
| Chine             | Yun Fei        | Chanteuse                                     | 11              | 11             | Non choisie |
| Chine             | Tang Hanxiao   | Chanteur                                      | 5               | 5              | Non choisi  |
| Chine             | Ayanga         | Acteur et chanteur                            | 2               | 2              | Non choisi  |
| Canada Hong Kong  | Zheng Xinyi    | Chanteuse et actrice                          | /               | /              | Absente     |
| États-Unis        | Jordan Smith   | Chanteur et vainqueur de The Voice 9          | 9               | 9              | Invité      |
| Canada            | Michael Bublé  | Chanteur et producteur                        | 6               | 6              | Invité      |
| États-Unis        | Charlie Puth   | Chanteur, musicien, compositeur et producteur | 3               | 3              | Invité      |

## Nombre de votes
- M pour match

| Saison | Artiste              | M1    | M2    | M3    | M4    | M5    | M6    | M7    | M8    | M9    | M10   | M11   | M12 | M13 | M14 | le plus élevé | le plus bas | moyenne |
| ------ | -------------------- | ----- | ----- | ----- | ----- | ----- | ----- | ----- | ----- | ----- | ----- | ----- | --- | --- | --- | ------------- | ----------- | ------- |
| 1      | Paul Wong            | ／    | ／    | —     | —     | —     | —     | —     | —     | —     | —     | ／    | —   | —   | —   | ／            | ／          | 145     |
| 1      | Yu Quan              | ／    | ／    | 170   | 410   | 242   | 134   | 213   | 200   | 215   | 321   | —     | 86  | 143 | 165 | 410           | 86          | 256.6   |
| 1      | Chyi Chin            | ／    | ／    | 219   | 111   | —     | —     | —     | —     | —     | —     | ／    | —   | —   | —   | 219           | 111         | 205.5   |
| 1      | Shang Wenjie         | ／    | ／    | 218   | 152   | 163   | 229   | 135   | 60    | —     | —     | ／    | —   | —   | —   | 229           | 60          | 167.25  |
| 1      | Sha Baoliang         | ／    | ／    | 122   | 250   | 98    | 195   | 109   | 161   | 125   | 108   | ／    | —   | —   | —   | 250           | 98          | 155.6   |
| 1      | Huang Qishan         | ／    | ／    | 350   | 235   | 220   | 434   | 392   | 264   | 178   | 124   | —     | ／  | ／  | ／  | 434           | 124         | 267.2   |
| 1      | Chen Ming            | ／    | ／    | 158   | 187   | 164   | 115   | —     | —     | —     | —     | ／    | —   | —   | —   | 187           | 115         | 154.17  |
| 1      | Aska Yang            | —     | —     | 98    | 152   | —     | —     | —     | —     | —     | —     | ／    | ／  | ／  | ／  | 152           | 98          | 125     |
| 1      | Terry Lin            | —     | —     | —     | —     | 310   | 218   | 255   | 408   | 350   | 293   | —     | 87  | 78  | 175 | 408           | 78          | 305.67  |
| 1      | Zhou Xiao'ou         | —     | —     | —     | —     | 221   | 166   | 82    | 304   | 108   | 332   | —     | ／  | ／  | ／  | 332           | 82          | 202.17  |
| 1      | Winnie Hsin          | —     | —     | —     | —     | —     | —     | 219   | 100   | 117   | 134   | —     | 8   | ／  | ／  | 219           | 8           | 142.5   |
| 1      | Julia Peng           | —     | —     | —     | —     | —     | —     | —     | —     | 196   | 185   | —     | ／  | ／  | ／  | 196           | 185         | 190.5   |
| 2      | Wei Wei              | 254   | 302   | 69    | 77    | —     | —     | —     | —     | —     | —     | ／    | —   | —   | —   | 302           | 69          | 175.5   |
| 2      | G.E.M.               | 202   | 296   | 374   | 369   | 306   | 342   | 185   | 198   | 289   | 287   | —     | 291 | 281 | 336 | 374           | 185         | 285     |
| 2      | Han Lei              | 307   | 171   | 141   | 214   | 123   | 263   | 302   | 280   | 384   | 170   | —     | 385 | 290 | 368 | 385           | 123         | 252.5   |
| 2      | Bibi Zhou            | 114   | 280   | 137   | 310   | 154   | 180   | 117   | 231   | 131   | 286   | —     | ／  | —   | —   | 310           | 114         | 194     |
| 2      | Phil Chang           | 181   | 169   | 117   | 206   | 175   | 143   | 173   | 114   | 98    | 154   | —     | ／  | ／  | —   | 206           | 98          | 153     |
| 2      | Gary Chaw            | 203   | 105   | —     | —     | —     | —     | —     | —     | —     | —     | 288   | ／  | ／  | ／  | 288           | 105         | 198.67  |
| 2      | Luo Qi               | 227   | 168   | 246   | 170   | 316   | 252   | —     | —     | —     | —     | —     | —   | —   | —   | 316           | 168         | 229.83  |
| 2      | Jason Zhang          | —     | —     | 238   | 151   | 265   | 253   | 274   | 341   | 192   | 233   | 325   | ／  | ／  | ／  | 341           | 151         | 252.44  |
| 2      | Victor Wong          | —     | —     | —     | —     | 117   | 61    | —     | —     | —     | —     | ／    | —   | —   | —   | 117           | 61          | 89      |
| 2      | Man Wenjun           | —     | —     | —     | —     | —     | —     | 142   | 104   | —     | —     | ／    | —   | —   | —   | 142           | 104         | 123     |
| 2      | Shila Amzah          | —     | —     | —     | —     | —     | —     | 298   | 214   | 214   | 244   | 448   | ／  | ／  | ／  | 448           | 214         | 283.6   |
| 2      | Power Station        | —     | —     | —     | —     | —     | —     | —     | —     | 111   | 120   | ／    | —   | —   | —   | 120           | 111         | 77      |
| 3      | Han Hong             | 335   | 289   | ／    | 287   | 167   | ／    | 244   | 222   | 232   | 150   | 188   | —   | ／  | 216 | 335           | 150         | 234.89  |
| 3      | Leo Ku               | 137   | 222   | ／    | 113   | 249   | ／    | —     | —     | —     | —     | —     | ／  | —   | —   | 249           | 113         | 180.25  |
| 3      | Kit Chan             | 94    | 66    | —     | —     | —     | —     | —     | —     | —     | —     | —     | ／  | —   | —   | 94            | 66          | 80      |
| 3      | Tiger Hu             | 206   | 189   | ／    | 219   | 114   | —     | —     | —     | —     | —     | —     | ／  | ／  | —   | 219           | 114         | 182     |
| 3      | Sun Nan              | 221   | 219   | ／    | 159   | 183   | ／    | 154   | 200   | 41    | 158   | 358   | —   | ／  | —   | 358           | 41          | 188.11  |
| 3      | A-Lin                | 222   | 126   | ／    | 276   | 283   | ／    | 170   | 263   | 216   | 135   | 355   | —   | ／  | —   | 355           | 126         | 227.33  |
| 3      | Jane Zhang           | 279   | 377   | ／    | 102   | 286   | ／    | 110   | 115   | —     | —     | —     | —   | —   | —   | 377           | 102         | 211.5   |
| 3      | Li Ronghao           | —     | —     | ／    | —     | —     | —     | —     | —     | —     | —     | —     | ／  | —   | —   | ／            | ／          | ／      |
| 3      | Li Jian              | —     | —     | —     | 275   | 209   | ／    | 216   | 333   | 64    | 240   | 142   | ／  | ／  | 161 | 333           | 64          | 211.29  |
| 3      | Tan Weiwei           | —     | —     | —     | —     | —     | ／    | 165   | 194   | 241   | 162   | 140   | ／  | ／  | —   | 241           | 140         | 180.4   |
| 3      | The One              | —     | —     | —     | —     | —     | —     | 283   | 173   | 232   | 327   | 192   | ／  | ／  | 110 | 327           | 110         | 241.4   |
| 3      | Lee Kar Wei          | —     | —     | —     | —     | —     | —     | —     | —     | 215   | —     | —     | ／  | —   | —   | 215           | 215         | 215     |
| 3      | Hsiao Huang-chi      | —     | —     | —     | —     | —     | —     | —     | —     | —     | 189   | 125   | ／  | —   | —   | 189           | 125         | 157     |
| 4      | Coco Lee             | 135   | 389   | ／    | 195   | 348   | ／    | 352   | 55    | ／    | 185   | 287   | —   | ／  | 244 | 389           | 55          | 243.25  |
| 4      | Chao Chuan           | 175   | 182   | ／    | 80    | 119   | —     | —     | —     | —     | —     | —     | ／  | —   | —   | 182           | 80          | 139     |
| 4      | Hacken Lee           | 252   | 174   | 354   | 158   | 225   | ／    | 201   | 167   | ／    | 274   | 295   | —   | ／  | —   | 354           | 158         | 233.33  |
| 4      | Shin                 | 181   | 109   | ／    | 151   | 177   | ／    | —     | —     | —     | —     | —     | 100 | —   | —   | 181           | 100         | 143.6   |
| 4      | HAYA                 | 107   | 178   | —     | —     | —     | —     | —     | —     | —     | —     | —     | ／  | —   | —   | 178           | 107         | 142.5   |
| 4      | Hwang Chi-yeul       | 258   | 199   | ／    | 314   | 164   | ／    | 216   | 349   | ／    | 387   | 259   | —   | ／  | 96  | 387           | 96          | 268.25  |
| 4      | Lala Hsu             | 276   | 141   | ／    | 245   | 281   | ／    | 250   | 243   | ／    | 194   | 193   | —   | ／  | —   | 281           | 141         | 227.88  |
| 4      | Guan Zhe             | 107   | 107   | —     | —     | —     | —     | —     | —     | —     | —     | —     | ／  | —   | —   | 107           | 107         | 107     |
| 4      | Su Yunying           | —     | —     | ／    | —     | —     | —     | —     | —     | —     | —     | —     | 98  | —   | —   | 98            | 98          | 98      |
| 4      | Jeff Chang           | —     | —     | —     | 302   | 174   | ／    | 129   | 256   | ／    | 191   | 117   | ／  | ／  | 118 | 302           | 117         | 194.83  |
| 4      | Elvis Wang           | —     | —     | —     | —     | —     | ／    | 75    | 244   | —     | —     | —     | 134 | —   | —   | 244           | 75          | 151     |
| 4      | Joey Yung            | —     | —     | —     | —     | —     | —     | 228   | 180   | ／    | 79    | 276   | ／  | ／  | —   | 276           | 79          | 190.75  |
| 4      | Kim Ji Mun           | —     | —     | —     | —     | —     | —     | —     | —     | ／    | —     | —     | 99  | —   | —   | 99            | 99          | 99      |
| 4      | Lao Lang             | —     | —     | —     | —     | —     | —     | —     | —     | —     | 138   | 64    | 142 | ／  | —   | 142           | 64          | 114.67  |
| 5      | Sandy Lam            | 314   | 199   | 150   | 234   | 231   | 255   | 251   | 204   | 178   | 247   | —     | 299 | 319 | —   | 319           | 150         | 240.08  |
| 5      | Tan Jing             | 145   | 354   | 358   | 167   | 286   | 273   | ／    | —     | —     | —     | —     | —   | —   | —   | 358           | 145         | 263.83  |
| 5      | Lion                 | 177   | 192   | 153   | 243   | 149   | 159   | 176   | 244   | 206   | 159   | —     | 129 | 229 | —   | 244           | 129         | 184.67  |
| 5      | Tia Ray              | 52    | 137   | ／    | —     | —     | —     | —     | —     | —     | —     | 164   | 117 | 89  | —   | 164           | 52          | 98.75   |
| 5      | Michael Wong         | 103   | 79    | —     | —     | —     | —     | —     | —     | —     | —     | 95    | —   | —   | —   | 103           | 79          | 91      |
| 5      | Hins Cheung          | ／    | —     | —     | —     | —     | —     | —     | —     | —     | —     | —     | —   | —   | —   | ／            | ／          | ／      |
| 5      | Dimash               | 375   | 361   | 208   | 208   | 157   | 352   | 219   | 146   | 222   | 221   | —     | 256 | 245 | —   | 375           | 146         | 247.5   |
| 5      | Teresa Carpio        | 223   | 160   | 139   | 185   | —     | —     | —     | —     | —     | —     | 397   | ／  | —   | —   | 397           | 139         | 176.75  |
| 5      | Jason Zhang          | —     | —     | 160   | 176   | 204   | 147   | 111   | 134   | 103   | 225   | 183   | 108 | 92  | —   | 225           | 92          | 146     |
| 5      | Zhao Lei             | —     | —     | 235   | 124   | ／    | —     | —     | —     | —     | —     | —     | —   | —   | —   | 235           | 124         | 179.5   |
| 5      | Terry Lin            | —     | —     | —     | —     | 161   | 208   | 166   | 335   | 224   | 118   | 247   | 160 | 132 | —   | 335           | 118         | 188     |
| 5      | Justin Lo            | —     | —     | —     | —     | 161   | 80    | —     | —     | —     | —     | 67    | —   | —   | —   | 161           | 67          | 120.5   |
| 5      | Li Jian              | —     | —     | —     | —     | —     | —     | 239   | 298   | 192   | 212   | 400   | 134 | 172 | —   | 400           | 134         | 207.83  |
| 5      | Zhang Bichen         | —     | —     | —     | —     | —     | —     | 104   | 130   | —     | —     | 166   | 120 | 115 | —   | 166           | 104         | 117.25  |
| 5      | Julia Peng           | —     | —     | —     | —     | —     | —     | —     | —     | 134   | 140   | 164   | ／  | —   | —   | 164           | 134         | 137     |
| 5      | Liang Bo             | —     | —     | —     | —     | —     | —     | —     | —     | ／    | —     | 113   | —   | —   | —   | 113           | 113         | ／      |
| 6      | Wang Feng            | 189   | 222   | 267   | 108   | 209   | 166   | ／    | 275   | 225   | 173   | 132   | —   | —   | 84  | 275           | 84          | 196.6   |
| 6      | Jessie J             | 405   | 382   | 374   | 389   | 324   | 287   | 214   | —     | 406   | 203   | 324   | —   | —   | 237 | 406           | 203         | 330.8   |
| 6      | Angela Zhang         | 184   | 255   | 140   | 210   | 97    | 246   | ／    | 110   | 220   | 170   | 243   | —   | —   | —   | 255           | 97          | 187.5   |
| 6      | Sam Lee              | 182   | 139   | 102   | —     | —     | —     | —     | —     | —     | —     | —     | ／  | —   | —   | 182           | 102         | 141     |
| 6      | Li Xiaodong          | 95    | 106   | —     | —     | —     | —     | —     | —     | —     | —     | —     | ／  | —   | —   | 106           | 95          | 100.5   |
| 6      | GAI                  | 200   | 178   | —     | —     | —     | —     | —     | —     | —     | —     | —     | —   | —   | —   | 200           | 178         | 189     |
| 6      | Tien Chong           | 239   | 56    | 150   | 52    | 45    | —     | —     | —     | —     | —     | —     | 58  | —   | —   | 239           | 45          | 108.4   |
| 6      | Juno Su              | —     | ／    | 244   | 100   | 101   | 81    | —     | —     | —     | —     | —     | 211 | —   | —   | 244           | 81          | 131.5   |
| 6      | James Li             | —     | —     | 192   | 157   | 87    | 158   | ／    | 230   | 97    | —     | —     | 333 | —   | —   | 333           | 87          | 153.5   |
| 6      | Hua Chenyu           | —     | —     | —     | 394   | 282   | 381   | 355   | 240   | 195   | 266   | 311   | 416 | —   | 128 | 416           | 128         | 303     |
| 6      | KZ Tandingan         | —     | —     | —     | —     | 349   | 140   | 196   | 148   | 60    | —     | —     | 114 | —   | —   | 349           | 60          | 178.6   |
| 6      | Tang Geer            | —     | —     | —     | —     | —     | —     | 298   | 263   | 91    | 306   | 186   | 277 | —   | 50  | 306           | 50          | 228.8   |
| 6      | Henry Huo            | —     | —     | —     | —     | —     | —     | —     | 234   | 197   | 110   | 181   | 219 | —   | —   | 234           | 110         | 180.5   |
| 6      | Yisa Yu              | —     | —     | —     | —     | —     | —     | —     | —     | —     | 146   | 120   | 181 | —   | —   | 181           | 120         | 133     |
| 7      | Liu Huan             | 420.5 | 278   | 256.5 | 191.5 | 402.5 | 178   | 186   | 206   | 159.5 | 232.5 | 234.5 | —   | —   | 308 | 420.5         | 159.5       | 249.59  |
| 7      | Chyi Yu              | 233   | 137   | 172.5 | 162.5 | 212.5 | 186   | 188   | 271.5 | 230.5 | 159.5 | 246   | —   | —   | —   | 271.5         | 137         | 199.91  |
| 7      | Yang Kun             | 133.5 | 337   | 298   | 262   | 105   | 165.5 | 208.5 | 201.5 | 242   | 120   | 269   | —   | —   | 25  | 337           | 25          | 212.91  |
| 7      | Wu Tsing-Fong        | 264.5 | 292   | 268.5 | 260   | 210.5 | 270   | 263.5 | 199.5 | 227   | 215.5 | 227.5 | —   | —   | 123 | 292           | 123         | 245.32  |
| 7      | Escape Plan          | 61    | 85    | —     | —     | —     | —     | —     | —     | —     | —     | —     | 106 | —   | —   | 106           | 61          | 84      |
| 7      | Zhang Xin            | 157   | 188   | 125.5 | —     | —     | —     | —     | —     | —     | —     | —     | ／  | —   | —   | 188           | 125.5       | 156.83  |
| 7      | Kristian Kostov      | 212.5 | 154.5 | 155.5 | 192.5 | 181   | 88.5  | —     | —     | —     | —     | —     | 87  | —   | —   | 212.5         | 87          | 153.07  |
| 7      | ANU                  | —     | —     | 177   | 42    | 145   | —     | —     | —     | —     | —     | —     | 65  | —   | —   | 177           | 42          | 107.25  |
| 7      | Polina Gagarina      | —     | —     | —     | 285   | 236   | 276.5 | 143.5 | 307.5 | 117.5 | 220   | —     | 304 | —   | —   | 304           | 117.5       | 236.25  |
| 7      | Super-vocal finalist | —     | —     | —     | —     | —     | 261   | 233.5 | 180.5 | 227   | 198   | 132.5 | 322 | —   | 39  | 322           | 39          | 222.07  |
| 7      | Faith Yang           | —     | —     | —     | —     | —     | —     | 119   | 114   | —     | —     | —     | 151 | —   | —   | 151           | 114         | 128     |
| 7      | Angela Hui           | —     | —     | —     | —     | —     | —     | —     | —     | 138.5 | —     | —     | ／  | —   | —   | 138.5         | 138.5       | 138.5   |
| 7      | Gong Linna           | —     | —     | —     | —     | —     | —     | —     | —     | —     | 293   | 130   | 233 | —   | —   | 293           | 130         | 218.67  |
| 7      | Chen Chusheng        | —     | —     | —     | —     | —     | —     | —     | —     | —     | —     | 230.5 | 118 | —   | —   | 230.5         | 118         | 174.25  |
| 8      | Mao Buyi             | 77    | 113   | —     | —     | —     | —     | —     | —     | —     | —     | 199   | —   | —   | —   | 199           | 77          | 95      |
| 8      | Zhou Shen            | 314   | 204   | 259   | 275   | 257   | 282   | 239   | 315   | 278   | 302   | —     | —   | —   | —   | 315           | 204         | 268.13  |
| 8      | Lala Hsu             | 178   | 162   | 172   | 332   | 186   | 181   | 280   | 262   | 350   | 298   | —     | ／  | —   | —   | 350           | 162         | 219.13  |
| 8      | Jam Hsiao            | 235   | 231   | 84    | 147   | 145   | 203   | 100   | 236   | 234   | 351   | —     | ／  | 76  | —   | 351           | 76          | 172.63  |
| 8      | Tia Ray              | 98    | 215   | 155   | 236   | 224   | 256   | 211   | 116   | —     | —     | 366   | ／  | 150 | —   | 366           | 98          | 188.88  |
| 8      | MISIA                | 262   | 206   | 368   | 168   | 229   | 243   | 319   | 192   | 254   | 284   | —     | —   | —   | —   | 368           | 168         | 248.38  |
| 8      | Hua Chenyu           | 333   | 366   | 346   | 250   | 348   | 184   | 112   | 240   | 330   | 363   | —     | ／  | 250 | —   | 366           | 112         | 272.38  |
| 8      | Ghost Huang          | —     | —     | 68    | 74    | 90    | 145   | —     | —     | —     | —     | —     | —   | —   | —   | 145           | 68          | 94.25   |
| 8      | Summer Jike          | —     | —     | —     | —     | —     | —     | 221   | 130   | ／    | —     | 275   | ／  | 13  | —   | 275           | 13          | 175.5   |
| 8      | Super Vocal          | —     | —     | —     | —     | —     | —     | —     | —     | 173   | 156   | —     | —   | —   | —   | 173           | 156         | ／      |
| 8      | Life Journey         | —     | —     | —     | —     | —     | —     | —     | —     | 178   | 101   | 122   | —   | —   | —   | 178           | 101         | ／      |

## Candidats étrangers
- Dimash Kudaibergen, chanteur kazakhstanais (saison 5, 2e place)
- Jessie J, chanteuse anglaise (saison 6, 1re place)
- Kristian Kostov, chanteur bulgare (saison 7, éliminé semaine 6)
- Polina Gagarina, chanteuse russe (saison 7, éliminée en ½ finale)
- MISIA, chanteuse japonaise (saison 8, éliminée en ½ finale)
- Faouzia, chanteuse maroco-canadienne (saison 9, 4e place)
- Chanté Moore, chanteuse américaine (saison 9, éliminée en ½ finale)
- Adam Lambert, chanteur américain (saison 9, invité)
- Lenka, chanteuse australienne (saison 9, invitée)
- Charlie Puth, chanteur américain (saison 9, invité, n'a pas pu venir), (saison 10, invité)
- Mickey Guyton, chanteuse américaine (saison 10)
- Grace Kinstler, chanteuse américaine (saison 10)